# Constante de Champernowne
En mathématiques, la constante de Champernowne, ou nombre de Mahler , est un nombre réel transcendant noté {\displaystyle C_{10}}, nommé ainsi en l'honneur du mathématicien D. G. Champernowne qui l'a introduit en 1933. Il s'agit d'un nombre univers simple à construire, puisqu'il égrène, après la virgule, la suite croissante des entiers naturels :
{\displaystyle C_{10}=0{,}12345678910111213141516\dots }
La suite des chiffres de son écriture est un mot infini qui est important en combinatoire des mots : il a la propriété que toute séquence finie de chiffres consécutifs apparaît une infinité de fois dans la suite, mais que la distance qui sépare deux occurrences d'une même séquence de chiffres n'est pas bornée.

## Normalité
On dit qu'un nombre réel x est normal en base b si toutes les séquences de chiffres possibles d'une longueur donnée apparaissent avec la même probabilité dans son écriture en base b. Par exemple, x est normal en base dix si, dans son développement décimal, chacune des chaînes [0],[1],[2],...,[9] apparaît avec une probabilité égale à 1/10, chacune des chaînes [0,0],[0,1],...,[9,8],[9,9] avec une probabilité égale à 1/100, et ainsi de suite.
Champernowne a démontré, que le nombre
{\displaystyle C_{10}=0{,}12345678910111213141516\dots }
est normal en base 10. Il est possible de créer des constantes de Champernowne qui sont normales dans les autres bases, de manière similaire, par exemple,
{\displaystyle C_{2}=0{,}1\,10\,11\,100\,101\,110\,111\dots {}_{2}}
{\displaystyle C_{3}=0{,}1\,2\,10\,11\,12\,20\,21\,22\dots {}_{3}}
et ainsi de suite.
Ces constantes sont clairement irrationnelles, puisque le développement dans n'importe quelle base d'un rationnel est périodique à partir d'un certain rang. On peut aussi déduire cette irrationalité de la normalité en base b de Cb.

## Transcendance
Kurt Mahler a démontré en 1937 le théorème suivant, dont on déduit que les constantes de Champernowne sont même transcendantes :

Soit P(k) un polynôme à valeurs entières non constant, tel que les entiers P(1), P(2), …  soient strictement positifs. Si l'on écrit ces entiers en chiffres décimaux (ou en n'importe quelle base entière b) comme développement d'un nombre décimal (ou en base b), le nombre représenté est transcendant mais n'est pas un nombre de Liouville.
Dans le cas particulier où P(k) = k le nombre de l'énoncé est Cb, qui donc est transcendant.
Plus précisément, sa mesure d'irrationalité est égale à b.

## Représentation en fraction continue

Les 161 premiers quotients partiels de la fraction continue de C10 (les 4e, 18e, 40e et sont trop grands pour apparaître).

Puisque Cb est irrationnelle, elle admet un développement en fraction continue infinie.
Pour b = 10, la suite des termes de cette fraction continue a un comportement erratique :
C10 = [0; 8, 9, 1, 149083, 1, 1, 1, 4, 1, 1, 1, 3, 4, 1, 1, 1, 15,
4 57540 11139 10310 76483 64662 82429 56118 59960 39397 10457 55500 06620 04393 09026 26592 56314 93795 32077 47128 65631 38641 20937 55035 52094 60718 30899 84575 80146 98631 48833 59214 17830 10987,
6, 1, 1, 21, 1, 9, 1, 1, 2, 3, 1, 7, 2, 1, 83, 1, 156, 4, 58, 8, 54, ...]
Nous obtenons d'autres nombres extrêmement grands comme parties de la fraction continue si nous continuons. Le prochain terme de la fraction continue est énorme, il possède 2 504 chiffres. Ceci peut poser des problèmes dans le calcul des termes de la fraction continue, et peut perturber les algorithmes faibles de calcul de fraction continue. Néanmoins, le fait qu'il existe de grands nombres comme parties du développement de la fraction continue veut dire que si nous prenons les termes au-dessus et au-dessous ces grands nombres, nous obtenons une bonne approximation excédentaire en comparaison du grand nombre que nous n'avons pas inclus. En appelant K le grand nombre ci-dessus en position 19 dans la fraction continue, alors, par exemple,
C10 – [0; 8, 9, 1, 149083, 1, 1, 1, 4, 1, 1, 1, 3, 4, 1, 1, 1, 15] ≈ –9 ×10–190
C10 – [0; 8, 9, 1, 149083, 1, 1, 1, 4, 1, 1, 1, 3, 4, 1, 1, 1, 15, K] ≈ 3 ×10–356
qui est une amélioration de précision par 166 ordres de grandeur.